# Pignicourt
Pignicourt ist eine französische Gemeinde mit 175 Einwohnern (Stand: 1. Januar 2022) im Département Aisne in der Region Hauts-de-France. Sie gehört zum Arrondissement Laon und zum Kanton Villeneuve-sur-Aisne.

## Lage
Die Gemeinde Pignicourt liegt an der Aisne und am Übergang des hier parallel verlaufenden Aisne-Seitenkanals zum Ardennenkanal an der Grenze zu den Départements Ardennes und Marne, 20 Kilometer nördlich der Innenstadt von  Reims. Sie grenzt im Norden an Neufchâtel-sur-Aisne, im Nordosten an Brienne-sur-Aisne, im Südosten an Auménancourt, im Süden an Orainville, im Südwesten an Bertricourt, im Westen an Variscourt und im Nordwesten an Villeneuve-sur-Aisne.

## Bevölkerungsentwicklung
| Jahr                       | 1962 | 1968 | 1975 | 1982 | 1990 | 1999 | 2006 | 2016 | 2022 |
| -------------------------- | ---- | ---- | ---- | ---- | ---- | ---- | ---- | ---- | ---- |
| Einwohner                  | 116  | 115  | 78   | 85   | 96   | 136  | 136  | 197  | 175  |
| Quellen: Cassini und INSEE |      |      |      |      |      |      |      |      |      |

## Sehenswürdigkeiten

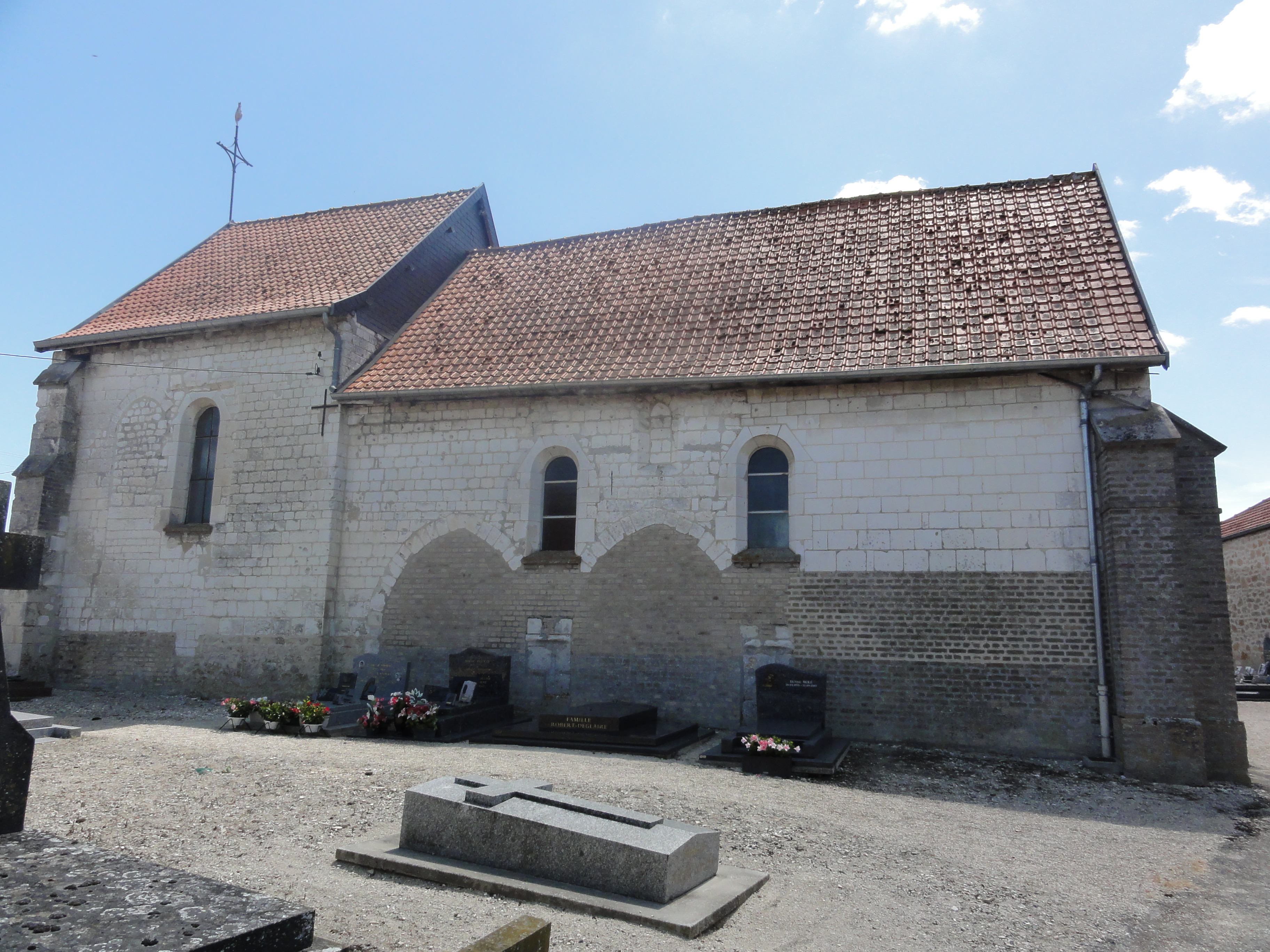
Kirche Saint-Rémi
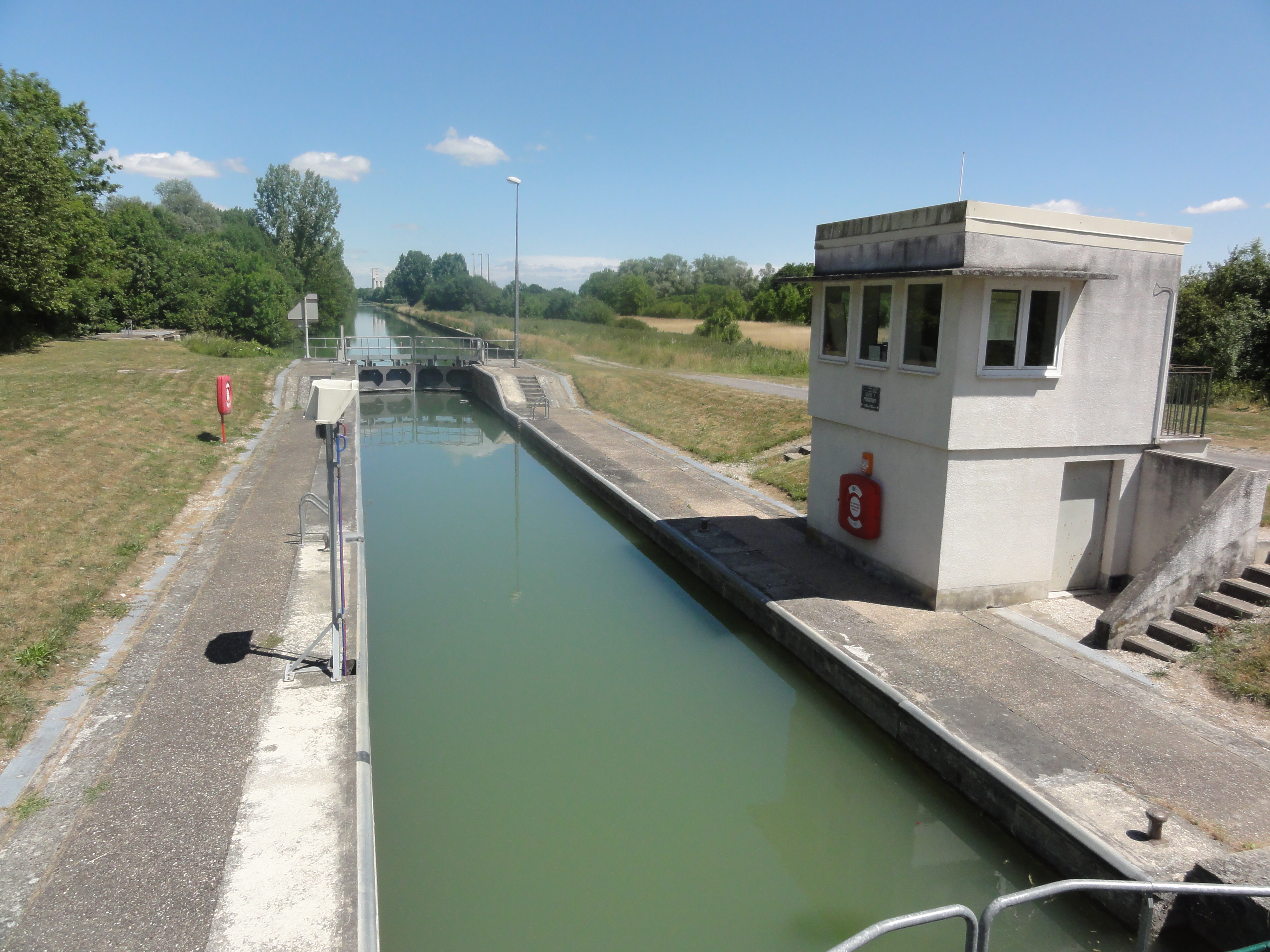
Schleuse Nr. 1 im Aisne-Seitenkanal
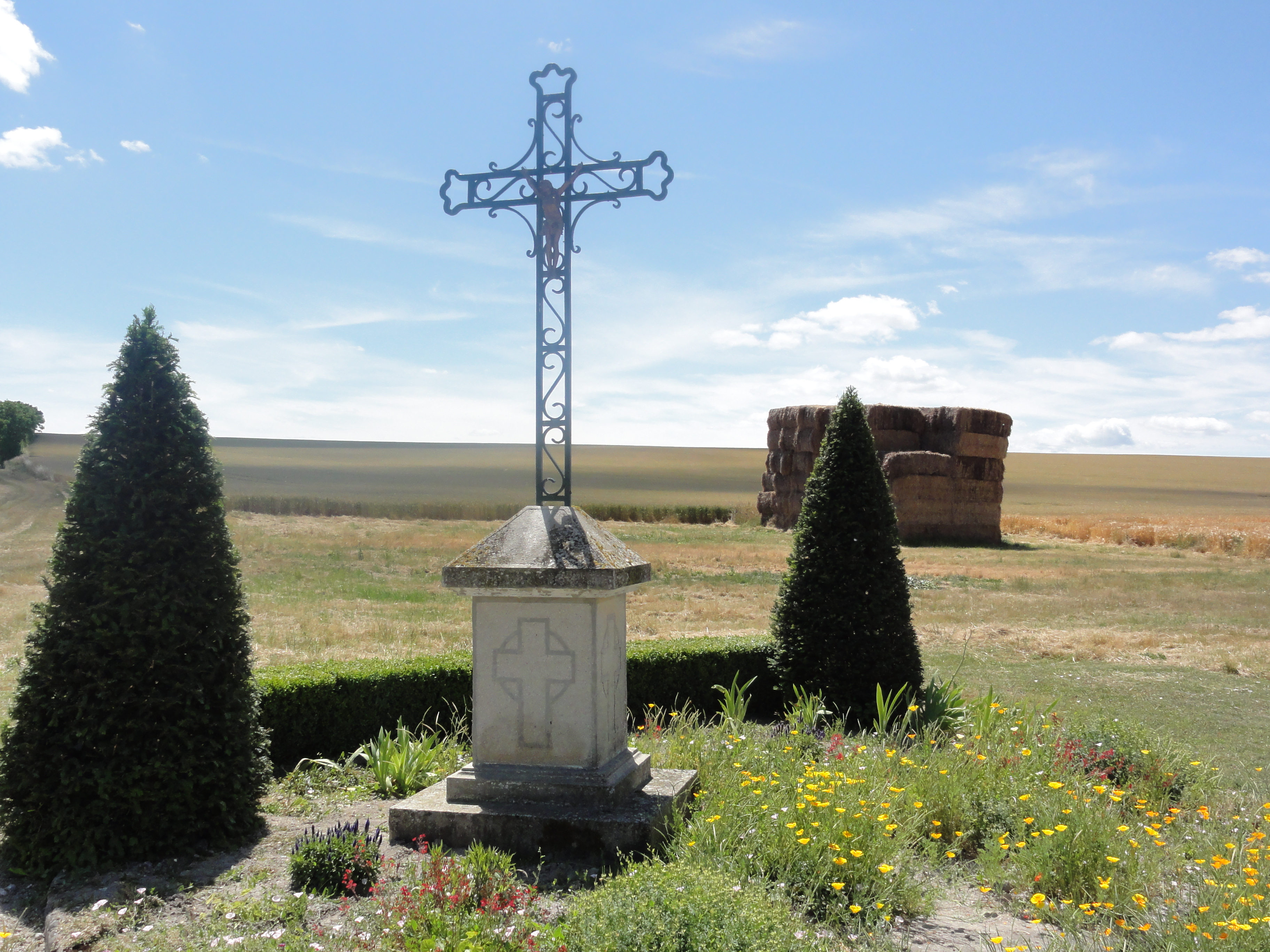
Wegkreuz

- Kirche Saint-Rémi
- Schleuse Nr. 1
im Aisne-Seitenkanal
- Wegkreuz